# Nelson W. Aldrich

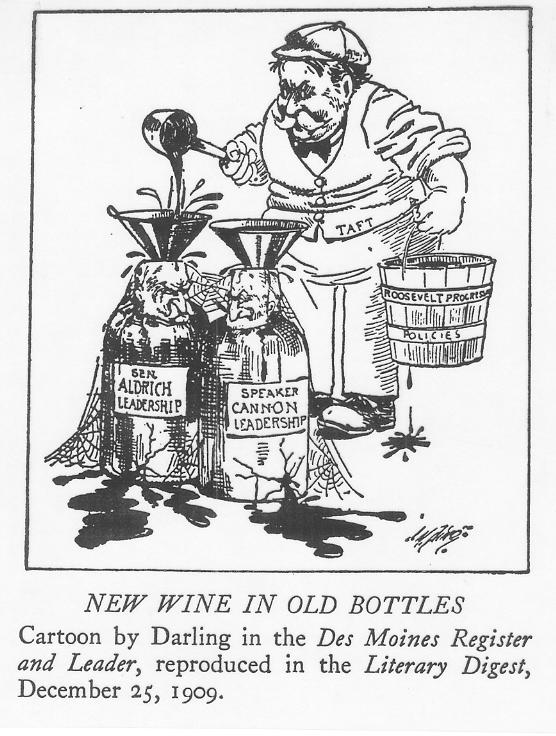
O presidente Taft tenta colocar ideias progressistas em Aldrich. O título diz: Vinho Novo em Garrafas Velhas

Nelson Wilmarth Aldrich (Foster, Rhode Island, 6 de novembro de 1841 — Nova Iorque, 16 de abril de 1915) foi um proeminente político americano e um líder do Partido Republicano no Senado, onde atuou de 1881 a 1911.
Por causa de seu impacto sobre a política nacional e a posição central na crucial Comissão de Finanças do Senado, foi chamado pela imprensa e pelo público de o "Gerente Geral da Nação", controlando todas as tarifas e políticas monetárias na primeira década do século XX. Em uma carreira que durou três décadas, Aldrich ajudou a criar um amplo sistema de tarifas que protegia as indústrias e o campo americanos da concorrência estrangeira, enquanto mantinha artificialmente alto os preços de bens de consumo prejudicando muitos trabalhadores e fazendeiros. Foi um partidário da reestruturação do sistema financeiro americano por meio da instituição de alterações no imposto de renda, que originalmente era contrário, e o Federal Reserve. Afirmou que acreditava que estas reformas levariam a uma maior eficiência. Aldrich ficou rico com investimentos em sistemas de bondes elétricos, borracha, açúcar e no setor bancário. Seu filho Richard Steere Aldrich tornou-se um representante americano, e sua filha, Abby Aldrich, casou com John D. Rockefeller, Jr., o filho único de John Davison Rockefeller. O filho dela, e seu neto, Nelson Aldrich Rockefeller, serviu como vice-presidente dos Estados Unidos no governo de Gerald Ford.

## Família
Aldrich nasceu em uma família de descendentes de John Winthrop, William Wickenden e Roger Williams. O seu ramo atravessou gerações em circunstâncias de declínio econômico. Sua mãe era Abby Burgess e seu pai, Anan E. Aldrich, um moageiro. O primeiro dos ancestrais americanos de Aldrich foi o imigrante George Aldrich, que se estabeleceu em Mendon, Massachusetts, no século XVII. Hoje, a Associação da Família Aldrich, e o cemitério da família, estão localizados na comunidade vizinha de Uxbridge na divisa com Rhode Island. Foi em Rhode Island que Nelson Aldrich cresceu e prosperou. Estudou na East Greenwich Academy. A família Aldrich cresceu e se tornou uma dinastia política no cenário americano, com senadores, um vice-presidente, e várias figuras políticas em diversos estados.

## Carreira política
O primeiro emprego de Aldrich foi no escritório da maior rede de supermercados por atacado do estado, onde trabalhou com empenho até se tornar um dos sócios da empresa. Em 9 de outubro de 1866 casou-se com Abigail "Abby" Pearce Truman Chapman, uma mulher rica com ancestrais famosos. Em 1877, Nelson produziu um efeito importante sobre a política estadual, antes mesmo de sua eleição para o Congresso dos Estados Unidos. Serviu como presidente do conselho da cidade de Providence e presidente da Câmara dos Representantes de Rhode Island.

Em 1878, os líderes republicanos de Rhode Island aprovaram seu nome para a Câmara dos Representantes dos Estados Unidos; em 1881 foi eleito para o Senado. Serviu no Senado de 1881 a 1911 como um influente republicano, tornando-se presidente do Comitê de Finanças do Senado.

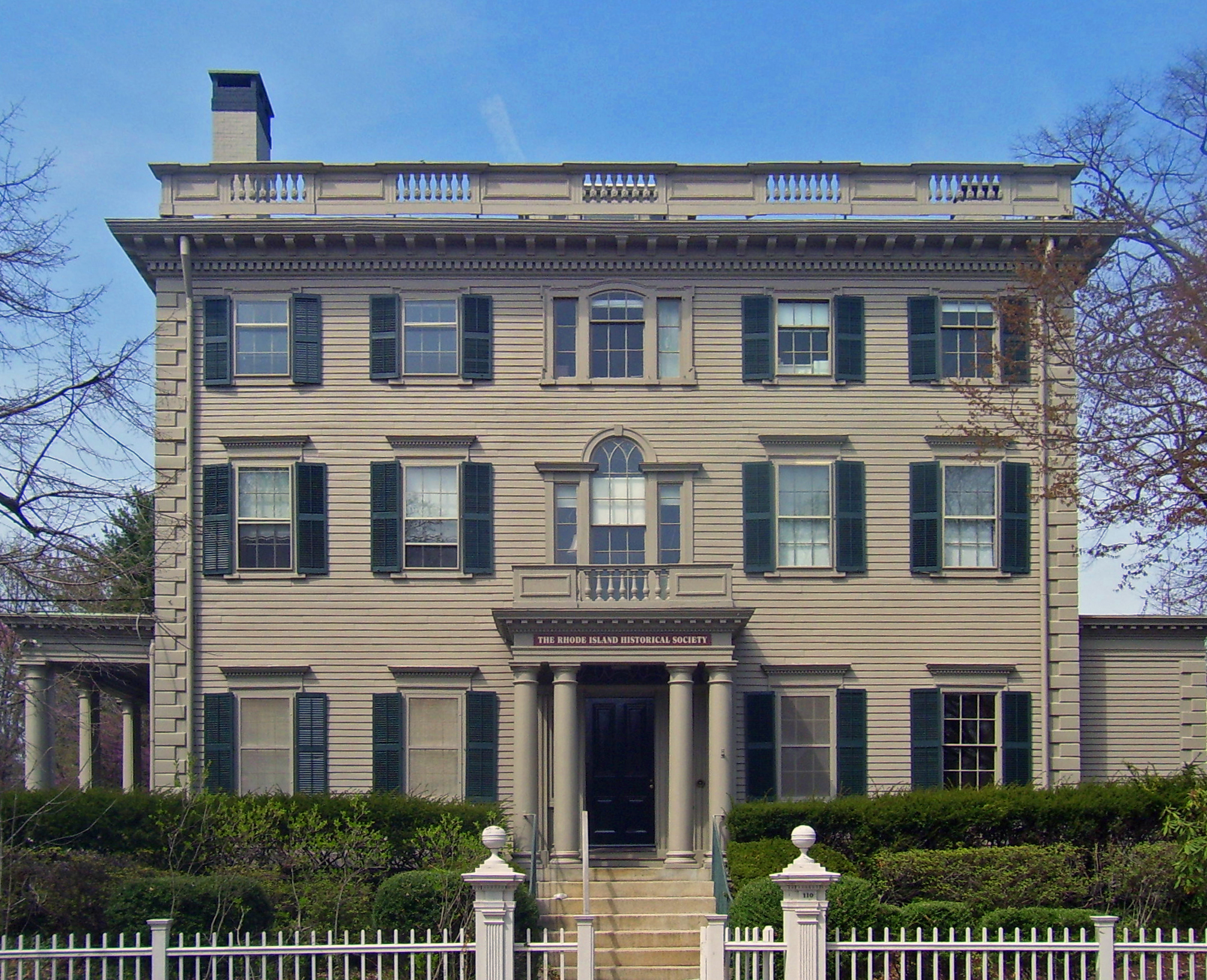
A casa de Aldrich em Providence, um Patrimônio Histórico Nacional

Em 1906, Aldrich vendeu sua participação no sistema de bondes elétricos de Rhode Island para a New York, New Haven and Hartford Railroad, cujo presidente era o aliado leal de John Pierpont Morgan, Charles Sanger Mellen. Também em 1906, Aldrich e outros financistas americanos investiram pesadamente em minas e borracha no Congo Belga. Apoiaram o rei da Bélgica, Leopoldo II, que impôs condições de trabalho escravo na colônia.
Em 1907, J.P. Morgan publicou rumores de que a Knickerbocker Trust Company estava insolvente. Alguns historiadores acreditam que este foi um ato deliberado de manipulação de mercado que precipitou o Pânico de 1907, e consolidou a supremacia dos bancos controlados por Morgan.  O pânico gerou a aprovação da lei Aldrich-Vreeland em 1908, que criou a Comissão Monetária Nacional, patrocinada e dirigida por Aldrich. Depois de emitir uma série de trinta relatórios, esta comissão elaborou o Plano Aldrich, formando a base para o sistema de Reserva Federal.
Como coautor da lei da Tarifa Payne-Aldrich de 1909, Aldrich removeu as taxas restritivas à importação de obras de arte, o que permitiu aos americanos a compra de obras europeias muito caras, que posteriormente se tornaram a base de muitos importantes museus.
Em 1909, Aldrich apresentou uma emenda constitucional para a criação do imposto de renda, embora tivesse chamado uma década antes uma medida semelhante de "comunista".
Atuou também como presidente da Conferência Republicana do Senado. Durante seu mandato no Senado, presidiu as comissões de Finanças, Rotas de Transporte para o Litoral, Regras, e a Comissão Especial sobre corporações organizadas no Distrito Columbia.
Um forte defensor de temas progressistas de eficiência e conhecimentos científicos, Aldrich liderou uma equipe de peritos para estudar os bancos nacionais europeus. Depois de sua viagem, chegou a acreditar que a Grã-Bretanha, a Alemanha e a França tinham um sistema bancário central muito superior. Trabalhou com vários importantes banqueiros e economistas, incluindo Paul Warburg, Abram Andrew e Henry Davison, para criar um plano para um banco central americano em 1911. Em 1913 Woodrow Wilson assinou a Lei da Reserva Federal, que foi modelada pela visão de Aldrich.
Devido o seu controle do Senado (e o casamento de sua filha Abby Greene Aldrich com John D. Rockefeller, Jr., e mais tarde a presidência do Chase National Bank por seu filho Winthrop Williams Aldrich), Aldrich, que representou o menor estado da União, foi considerado como um dos políticos mais poderosos de seu tempo. Seu neto e homônimo Nelson Aldrich Rockefeller se tornou um dos políticos mais poderosos de uma época posterior e serviu como vice-presidente dos Estados Unidos no governo do presidente Gerald Ford.
Aldrich foi muito ativo na Maçonaria e era o Tesoureiro da Grande Loja de Rhode Island. Morreu em 16 de abril de 1915, em Nova Iorque, e foi sepultado no cemitério Swan Point, em Providence, Rhode Island. A Casa Nelson W. Aldrich, na Benevolent Street, 110, Providence, está aberta para o público como um museu administrado pela Rhode Island Historical Society.

## Leituras adicionais
- Kert, Bernice. Abby Aldrich Rockefeller: The Woman in the Family. Nova Iorque: Random House, 1993.
- Phillips, David Graham, "The Treason of the Senate: Aldrich, The Head of It All," Cosmopolitan, março de 1906.
- Steffens, Lincoln, "Rhode Island: A State For Sale," McClure's Magazine, fevereiro de 1904, 337 - 353.
- Stephenson, Nathaniel W. Nelson W. Aldrich: A Leader In American Politics. 1930.
- Sternstein, Jerome L. "Corruption in the Gilded Age Senate: Nelson W. Aldrich and the Sugar Trust," Capitol Studies 6 (primavera de 1978): pp. 13–37.
- Wicker, Elmus. The Great Debate on Banking Reform: Nelson Aldrich and the Origins of the Fed, Ohio State University Press, 2005.